# Daniya, jardí de l'harem
Daniya, el jardí de l'harem (títol original en castellà Daniya, jardín del harén) és una pel·lícula catalana dirigida per Carles Mira, estrenada l'any 1988. Es tracta d'una coproducció televisiva rodada en castellà, que inicialment es va concebre com una sèrie de sis capítols d'una hora de durada però que finalment es va convertir en un llargmetratge. Emmarcada en el context històric del segle xi, recrea una aventura en l'època en què la cultura islàmica estava present a tots els països de la mediterrània i convivia de forma beneficiosa amb altres cultures i religions.

## Argument
El film narra la història del viatge d'en Bernat, el germà jove i culte de la comtessa de Barcelona Almodis de la Marca. El noi abandona la cort catalana i és enviat al regne de Dènia (Daniya) per aconseguir l'autoritat eclesiàstica i la concessió de l'arquebisbat per part del rei musulmà sobre els cristians mossàrabs d'aquest territori. Aquest queda seduït per l'Àndalus i, a través de les cartes adreçades a la comtessa, descriu el viatge per la costa mediterrània i els diferents encontres que es produeixen entre ambdues cultures. L'emir, per altra banda, envia a la seva esclava preferida a Tortosa per a facilitar el viatge del protagonista, i aquest s'acaba enamorant d'ella.
Al llarg de la pel·lícula, Carles Mira contraposa el món cristià —escenificat en una Barcelona fosca i eclesiàstica— amb el món musulmà, que presenta com un fals verger i oasi de felicitat i en què exalta el contrast entre la cultura musulmana anterior i actual mentre realitza una apologia de l'esclavisme.

## Producció
La producció del llargmetratge va ser subvencionada pel Ministeri de Cultura d'Espanya i pel Departament de Cultura de la Generalitat de Catalunya. Va anar a càrrec de l'empresa IMATCO (del productor Carles Jover i Ricart) i Canal Paradís, amb la col·laboració de TV3 i diverses entitats audiovisuals marroquines com RTV Marocine i el Centre de la Cinematographie Marocaine (CCM).

### Llocs de rodatge
El rodatge del film es va realitzar en 4 països diferents: Catalunya (Sant Sadurní d'Anoia, Cardona, Santa Margarida de Montbui, Besalú, Cala Castell de Palamós i la Serra del Corredor), País Valencià (L'Albufera), França (Santa Maria de Serrabona i Abadia de Fontfroide) i Marroc (Marrakech).

## Música
La banda sonora de la pel·lícula, Daniya, va ser composta per Enric Murillo amb lletra de Xavier Bru de Sala i coreografia d'Agustí Ros. La interpretació musical va ser encarregada a Maria del Mar Bonet, a qui acompanyava un cor de cantants marroquins.

## Repartiment
| Actor / actriu original  | Personatge fictici  |
| ------------------------ | ------------------- |
| Marie-Christine Barrault | Almodis de la Marca |
| Laura del Sol            | Laila               |
| Ramon Madaula            | Bernat              |
| Joan Monleon             | Abd Al Malik        |
| Fermí Reixach            | El capità           |
| Fernando Bilbao          | Ramon Berenguer I   |

## Premis i nominacions

### Premis
- 1988: VI Premis de Cinematografia de la Generalitat de Catalunya[5]